# Wijken en buurten in Aalsmeer
De Nederlandse gemeente Aalsmeer is voor statistische doeleinden onderverdeeld in wijken en buurten. De gemeente is verdeeld in de volgende statistische wijken:
- Wijk 00 Aalsmeer (CBS-wijkcode:035800)
- Wijk 01 Kudelstraat en Kalslagen (CBS-wijkcode:035801)
- Wijk 02 Oosteinde (CBS-wijkcode:035802)

Een statistische wijk kan bestaan uit meerdere buurten. Onderstaande tabel geeft de buurtindeling met kentallen volgens het Centraal Bureau voor de Statistiek (2008):
| CBS-buurtcode | Buurtnaam            | Inwonertal | Opp. totaal (ha) | Opp. land (ha) | Ligging                |
| ------------- | -------------------- | ---------- | ---------------- | -------------- | ---------------------- |
| BU03580000    | Centrum              | 1510       | 60               | 52             | Locatie in de gemeente |
| BU03580001    | Zuid I               | 3130       | 67               | 65             | Locatie in de gemeente |
| BU03580002    | Zuid II              | 2230       | 80               | 79             | Locatie in de gemeente |
| BU03580003    | Zuid III             | 1030       | 39               | 38             | Locatie in de gemeente |
| BU03580004    | Hornmeer             | 2570       | 191              | 187            | Locatie in de gemeente |
| BU03580005    | Uiterweg             | 1090       | 441              | 162            | Locatie in de gemeente |
| BU03580100    | Kudelstaart Kom      | 5980       | 123              | 109            | Locatie in de gemeente |
| BU03580108    | Omgeving Kudelstaart | 790        | 194              | 158            | Locatie in de gemeente |
| BU03580109    | Kalslagen            | 760        | 998              | 245            | Locatie in de gemeente |
| BU03580200    | Zuidwestboezem       | 590        | 122              | 91             | Locatie in de gemeente |
| BU03580201    | Zuidwestpolder       | 760        | 287              | 282            | Locatie in de gemeente |
| BU03580202    | Kompolder            | 320        | 14               | 14             | Locatie in de gemeente |
| BU03580203    | Oranjewijk           | 1960       | 32               | 32             | Locatie in de gemeente |
| BU03580204    | Noordoostboezem      | 770        | 147              | 122            | Locatie in de gemeente |
| BU03580205    | Noordoostpolder      | 2820       | 230              | 229            | Locatie in de gemeente |
| BU03580206    | Schinkelpolder       | 80         | 200              | 192            | Locatie in de gemeente |